# Кајвил
Кајвил (фр. Cailleville) насеље је и општина у северној Француској у региону Горња Нормандија, у департману Приморска Сена која припада префектури Дјеп.
По подацима из 2011. године у општини је живело 259 становника, а густина насељености је износила 51,49 становника/km². Општина се простире на површини од 5,03 km². Налази се на средњој надморској висини од 75 метара (максималној 84 m, а минималној 20 m).

## Демографија
| 1962. | 1968. | 1975. | 1982. | 1990. | 1999. | 2011. |
| ----- | ----- | ----- | ----- | ----- | ----- | ----- |
| 155   | 185   | 140   | 188   | 208   | 231   | 259   |

График промене броја становника у току последњих година